# Der 20. Juli
Der 20. Juli ist ein deutscher Spielfilm aus dem Jahre 1955.

## Handlung
Der Film erzählt die Geschichte des Attentats auf Adolf Hitler vom 20. Juli 1944. Die Geschehnisse des 20. Juli werden als Rückblende erzählt. Von den beiden sich an die Ereignisse erinnernden fiktiven Personen – der für Verschwörer arbeitenden OKW-Sekretärin Hildegard Klee und den sich von Hitleranhänger zum Gegner wandelnden Hauptmann Lindner – erzählt der Film die Geschichte eng an den historischen Tatsachen in einem fast dokumentarischen Stil.
Graf Stauffenberg kehrt nach einer Verwundung von Nordafrika nach Berlin zurück und nimmt Verbindung zu seinen alten Freunden auf, den Hitler-Gegnern um Generaloberst Beck. Er erklärt sich auch zur Mitwirkung bei dem geplanten Attentat bereit. Nachdem er eine Bombe in das Führerhauptquartier geschmuggelt und dieses dann verlassen hat, detoniert die Bombe. Vom Erfolg des Anschlags überzeugt kehrt er nach Berlin zurück. Dort entbrennt ein Kampf um die Befehlsgewalt zwischen den Verschwörern und der Regierung, den die Widerstandskämpfer schließlich verlieren, da Hitler den Anschlag überlebt hat. Sie werden verhaftet, zum Tode verurteilt und schließlich erschossen.

## Hintergrund
Falk Harnack selbst engagierte sich während der nationalsozialistischen Diktatur im Widerstand. Gemeinsam mit dem Widerstandskämpfer und Schriftsteller Günther Weisenborn erarbeitete er das Drehbuch. Einer der Berater war außerdem Rudolph-Christoph Freiherr von Gersdorff, der eng mit Claus Schenk Graf von Stauffenberg bei der Vorbereitung des Attentats auf Hitler zusammengearbeitet hatte.
Produziert wurde der Film im CCC-Studio in Berlin-Spandau. Die Außenaufnahmen entstanden in Berlin und Umgebung. Der Film erlebte im Rahmen der Internationalen Filmfestspiele Berlin 1955 am 21. Juni 1955 seine Welturaufführung. Schon während der Dreharbeiten entstand ein Wettstreit um die frühere Fertigstellung des Films, da Georg Wilhelm Pabst zur gleichen Zeit zum selben Thema einen Film drehte. Sein Werk mit dem Titel Es geschah am 20. Juli hatte seine Uraufführung am 19. Juni 1955. Der Unterschied zwischen beiden Filmen besteht darin, dass Harnack auch dem weiteren Kreis des Widerstandes in dem Film eine Stimme gibt, während Pabst sich ausschließlich auf die Ereignisse des 20. Julis konzentriert. In der Rolle Stauffenbergs ist bei Pabst Bernhard Wicki zu sehen.
Der Film Es geschah am 20. Juli endete mit der Exekution der Verschwörer im Bendlerblock, der Film Der 20. Juli mit dem Suizid von Henning von Tresckow. Am Ende des Films spricht ein Voice-over die Schlusssätze: „Mit gutem Gewissen kann Tresckow jetzt vor Gottes Richterstuhl verantworten, was er getan hat. Gott richtet nicht nach dem Erfolg. Er weiß, dass euer Kampf ein Aufstand des Gewissens war.“

## Kritiken
- Lexikon des internationalen Films: Ein bis in die kleinste Rolle sorgfältig besetzter und von Mitgliedern des Widerstands detailliert beratener Film, der im deutschen Kino der 50er Jahre positiv auffiel.[3]

## Auszeichnungen
- Die FBL verlieh dem Film das Prädikat wertvoll.
- Die Drehbuchautoren Günther Weisenborn und Werner Jörg Lüddecke erhielten 1956 den Bundesfilmpreis in Silber.
- Wolfgang Preiss erhielt für seine Darstellung ebenfalls 1956 den Bundesfilmpreis in Silber.
- Produzent Artur Brauner erhielt den Filmpreis für den „Spielfilm, der besonders nachhaltig zur Weckung des staatsbürgerlichen Bewußtseins beiträgt“.
- Von der Evangelischen Filmgilde wurde der Film als „bester Film des Monats“ (Juli 1955) empfohlen.